# Keta Music Vol. 3
| Recensione | Giudizio |
| ---------- | -------- |
| Newsic     |          |

Keta Music Vol. 3 è il quinto mixtape del rapper italiano Emis Killa, pubblicato il 23 luglio 2021 dalla Sony Music.

## Tracce
1. Qualche sasso – 2:07 (testo: Emiliano Rudolf Gambelli – musica: Andrea Ciaudano)
2. No police no problem (feat. J Lord) – 2:26 (testo: Emiliano Rudolf Giambelli, Lord Johnson – musica: Pietro Miano, Federico Vaccari)
3. Morto di fame (feat. Lazza) – 2:43 (testo: Emiliano Rudolf Giambelli, Jacopo Lazzarini – musica: Matteo Bernacchi)
4. Psycho (feat. Rose Villain) – 2:22 (testo: Emiliano Rudolf Giambelli, Rosa Luini – musica: Andrea Moroni)
5. Notte gialla (feat. Madame) – 3:11 (testo: Emiliano Rudolf Giambelli, Francesca Calearo – musica: Jacopo Lazzarini)
6. Jam session (feat. Gemitaiz) – 2:49 (testo: Emiliano Rudolf Giambelli, Davide De Luca – musica: Matteo Bernacchi)
7. I soldi degli altri (feat. Jake La Furia & Montenero) – 2:56 (testo: Emiliano Rudolf Giambelli, Francesco Vigorelli, Alessandro Di Gioia – musica: Matteo Soru, Simone Benussi)
8. Street Movie (feat. Jake La Furia & RollzRois) – 2:47 (testo: Emiliano Rudolf Giambelli, Francesco Vigorelli, Mirko Ivan Rossi – musica: Sebastiano Lo Iacono)
9. Piede in strada (feat. Mera) – 2:39 (testo: Emiliano Rudolf Giambelli, Christian Merante – musica: Simone Benussi)
10. Giovani eroi (feat. Not Good) – 2:32 (testo: Emiliano Rudolf Giambelli, Jari Melia – musica: Pietro Miano, Federico Vaccari)
11. Nel male e nel bene (feat. Massimo Pericolo) – 3:10 (testo: Emiliano Rudolf Giambelli, Alessandro Vanetti – musica: Pietro Miano, Federico Vaccari)

Durata totale: 29:42

## Formazione
- Emis Killa – voce
- J Lord – voce aggiuntiva (traccia 2)
- Lazza – voce aggiuntiva (traccia 3)
- Rose Villain – voce aggiuntiva (traccia 4)
- Madame – voce aggiuntiva (traccia 5)
- Gemitaiz – voce aggiuntiva (traccia 6)
- Salmo – voce fuori campo (traccia 6)
- Jake La Furia – voce aggiuntiva (tracce 7 e 8)
- Montenero – voce aggiuntiva (traccia 7)
- RollzRois – voce aggiuntiva (traccia 8)
- Mera – voce aggiuntiva (traccia 9)
- Not Good – voce aggiuntiva (traccia 10)
- Massimo Pericolo – voce aggiuntiva (traccia 11)

### Produzione
- 2P – produzione (traccia 1)
- 2nd Roof – produzione (tracce 2, 10 e 11)
- DJ Shocca – produzione (tracce 3 e 6)
- Andry The Hitmaker – produzione (traccia 4)
- Lazza – produzione (traccia 5)
- MACE – produzione (tracce 7 e 9)
- Swan – produzione (traccia 7)
- Big Joe – produzione (traccia 8)

## Classifiche

### Classifiche settimanali
| Classifica (2021) | Posizione massima |
| ----------------- | ----------------- |
| Italia            | 1                 |